# 동명고등학교 (경북)
동명고등학교(東明高等學校)는 대한민국 경상북도 칠곡군 동명면 송산리에 있는 공립 고등학교이다.

## 학교 연혁
- 1983년 11월 21일 : 동명중학교 설립인가(12학급)
- 1983년 11월 24일 : 동명고등학교 설립인가(18학급)
- 1984년 3월 1일 : 초대 서봉준 교장 취임
- 1984년 3월 5일 : 동명중·고등학교 제1회 입학식 거행
- 1989년 3월 1일 : 동명고등학교 개정인가(15학급)
- 1989년 9월 1일 : 동명중·고등학교 분리
- 1999년 9월 1일 : 동명중·고등학교 통합
- 1999년 12월 29일 : 다목적 교실(체육관, 급식소) 준공
- 2009년 12월 17일 : 자율학교(고등학교) 선정(2010.03.01~2013.02.28)
- 2010년 3월 1일 : 도지정 학력향상 연구학교 운영(고등학교)
- 2014년 12월 30일 : 솔빛한울관 준공
- 2015년 3월 1일 : 선진형교과교실제 운영
- 2015년 3월 16일 : 솔빛한울관 개관
- 2017년 3월 1일 : 경상북도교육청 명품학교 운영-고등학교
- 2022년 9월 1일 : 제19대 박영재 교장 취임
- 2024년 2월 8일 : 제38회 졸업식 중학교 17명(누계 2,273명)
- 2024년 2월 8일 : 제38회 졸업식 고등학교 19명(누계 3,595명)
- 2024년 3월 4일 : 제41회 입학식(중학교 14명)
- 2024년 3월 4일 : 제41회 입학식(고등학교 22명)

## 참고 자료
- 동명고등학교 - 한국교육학술정보원 학교알리미